# أندريا جيمس
أندريا جيمس (بالإنجليزية: Andrea James) (و. 1967  م) هي ممثلة، ومنتجة أفلام، وكاتبة سيناريو، ولدت في الولايات المتحدة.

## التعليم
نشأت جيمس في فرانكلين، إنديانا، والتحقت في كلية واباش، حيث تخصصت في اللغة الإنجليزية واللاتينية واليونانية. بعد تخرجها عام 1989 حصلت على الماجستير في اللغة الإنجليزية وآدابها من جامعة شيكاغو.

## جوائز
حصلت على جوائز منها:

جائزة روبرت ف. كينيدي لحقوق الإنسان ‏ (2016)

## وصلات خارجية
- أندريا جيمس على موقع IMDb (الإنجليزية)
- أندريا جيمس على موقع ميوزك برينز (الإنجليزية)
- أندريا جيمس على موقع قاعدة بيانات الفيلم (الإنجليزية)
- أندريا جيمس على موقع ليتربوكسد (الإنجليزية)
- أندريا جيمس في قاعدة بيانات الأفلام على الإنترنت